# Susan Edgerley
Susan Edgerley (nascida em 1960) é uma artista canadiana conhecida pelas suas instalações e trabalhos de escultura em vidro e mídia mista.
Em 2019 recebeu o Prémio Saidye Bronfman, parte do Prémio Governador Geral Canadiano em Artes Visuais e de Mídia.
O seu trabalho encontra-se incluído na colecção do Museu de Belas Artes de Montreal e do Musée national des beaux-arts du Québec.